# Ламбрускини, Армандо
Арма́ндо Ламбруски́ни  (15 июня 1924 — 15 августа 2004, Буэнос-Айрес) — бывший адмирал ВМФ Аргентины. Входил в состав правящей военной хунты в 1978—1981 годах.

## Биография
Армандо Ламбрускини поступил в Военно-морскую академию Аргентины в 1942 году, закончив её в звании мичмана в 1946 году. Затем он был повышен до звания капитана 1-го ранга и служил в этом качестве на борту крейсера «Генерал Бельграно».
Ламбрускини был повышен в должности до начальника штаба ВМС Аргентины в 1975 году, эта должность делала его вторым в этом роде войск после адмирала Эмилио Массеры; оба они окончили Военно-морскую академию в один год. Его видная роль в Процессе национальной реорганизации, последовавшем за государственным переворотом в марте 1976 года позволяла ему контролировать амбициозный план по модернизации военно-морского флота Аргентины. 15-летняя дочь Ламбрускини Паула была убита в августе 1978 года в результате взрыва бомбы в доме Ламбрускини в Буэнос-Айресе, организованного партизанами «Монтонерос». Также погибли двое соседей адмирала.
Непрекращающиеся разногласия между президентом Хорхе Виделой и адмиралом Массерой привели к отставке последнего 15 сентября 1978 года и заменой его на Ламбрускини, который оставался главнокомандующим ВМС Аргентины до 11 сентября 1981 года.
Его действия в ходе «Грязной войны» привели его впоследствии к обвинениям в многочисленных преступлениях, включая убийства, незаконные аресты, пытки, хищения и подлоги. Входил в число обвиняемых на известном Суде над хунтами в 1985 году, Ламбрускини был признан виновным и приговорён к 8 годам заключения 9 декабря того же года.
Тем не менее, Ламбрускини был среди помилованных в 1990 году президентом Карлосом Менемом, он был освобождён из-под стражи и восстановлен в звании адмирала. Позднее он столкнулся с гражданскими исками, так в ноябре 1994 года ему было необходимо по решению суда выплатить (вместе с Массерой) $1 миллион потерпевшей стороне, чья семья была похищена и убита в 1976 году.
Итальянские суды заочно осудили Ламбрускини за различные преступления в 1997 году, также он был обвиняемым в нарушениях прав человека в 2003 году. Его преклонный возраст стал причиной назначения ему домашнего ареста в виде наказания, но он вскоре умер, 15 августа 2004 года.